# 二王八司马
二王八司马，指中国唐顺宗永貞元年（805年），領導永贞革新的十位士大夫。「二王」為王叔文與王伾；「八司馬」為韋執誼、韓泰、陳諫、柳宗元、劉禹錫、韓曄、凌准、程異等八人。
永贞革新罷除宮市、五坊小兒等弊政，又試圖收回宦官的兵權；損及神策軍系統的俱文珍、劉光琦等宦官利益。當時順宗中風，只有王叔文一黨的牛昭容、太監李忠言、王伾等可以傳遞旨意，文武百官都非常疑懼。王叔文為人武斷任性，王伾則貪腐，使得改革團隊更受到朝廷百官的敵視。
俱文珍、劉光琦聯合劍南節度使韋皋、荊南節度使裴均、河東節度使嚴綬等外藩迫使順宗立皇長子李純為太子，而後俱文珍又迫使順宗禪讓帝位，是為永貞內禪。
太子即位，是為憲宗，此十人均遠貶外州，是為二王八司馬事件，貶王叔文為渝州（今重慶巴南）司戶，隨即賜死。王伾被貶為開州（今重慶開州）司馬，不久離奇病死。韋執誼等八人則被貶為邊遠八州司馬，韦执谊不久即病死，程異以善於理財，復召為鹽鐵使，其他六人俱南貶多年。

## 名單

### 二王
- 王叔文
- 王伾

### 八司马
- 韦执谊（被贬为崖州司马，今海南瓊山）
- 韩泰（被贬为虔州司马，今江西贛州）
- 陈谏（被贬为台州司马，今浙江臨海）
- 柳宗元（被贬为永州司马，今湖南永州）
- 刘禹锡（被贬为朗州司马，今湖南常德）
- 韩晔（被贬为饶州司马，今江西上饒）
- 凌准（被贬为连州司马，今廣東連州）
- 程异（被贬为郴州司马，今湖南郴州）